# Vinstra (elv)
Vinstra er en elv i Innlandet fylke i Norge. Den er en biflod fra højre til Gudbrandsdalslågen, som den munder ud i ved byen Vinstra. Elven er 128,82 km lang, og har et afvandingsområde på 1.593 km². Den er reguleret til vandkraftproduktion i kraftværkerne Øvre Vinstra og Nedre Vinstra.
61°35′14.5″N 9°43′49″Ø / 61.587361°N 9.73028°Ø